# Вишера (приток Вычегды)

Бассейн Северной Двины

Ви́шера (Вышера, коми Висер) — река в Республике Коми, правый приток реки Вычегды (бассейн Северной Двины).
Длина — 247 км, площадь водосборного бассейна — 8780 км². Питание преимущественно снеговое. Замерзает в ноябре, вскрывается в конце апреля. Средний годовой расход воды 79,1 м³/с (деревня Лунь).
Крупнейшие притоки — Пугдым, Нившера (левые).
Вишера вытекает из болот около Синдорского озера. Течёт в верхнем течении преимущественно на восток, ниже устья Пугдыма поворачивает на юг. В верхнем течении ненаселена, в районе устья Нившеры к реке подходит автодорога Сторожевск — Нившера, на берегах расположены несколько деревень.
Вишера впадает в Вычегду недалеко от посёлка Сторожевск Корткеросского района Республики Коми. Ограниченно судоходна от устья Нившеры.
Точное происхождение гидронима, который встречается ещё в трёх местах европейской части России: Вишера (приток Малого Волховца), Вишера (приток Камы) и Вишерка (приток Колвы), неизвестно, имеется ряд гипотез. Так, А. С. Кривощёкова-Гантман полагает, что все названия произошли от самой западной Вишеры, а в основе гидронима — древнерусский летописный этноним весь. Южной границей территории обитания племени весь была волховская Вишера, название которой состоит из весь и сара — река племени весь. Вепсскому речному термину (вепс. сара) родственны саам. сурр и коми сер. Гидроним Вишера — результат последующих приспособлений. Форму весь — сара изменили в Вишера новгородцы, а восточная локализация гидронима совпадает с их древним путём передвижения за Урал вместе с прибалтийскими финнами (в частности, весь). Новым объектам переселенцы присваивали названия покинутых мест.

## Притоки
(указано расстояние от устья)
- 12 км: река Ыджыд-Нам
- 27 км: река Дзёля-Нам
- 38 км: река Чубъю (Куб-Ю)
- 50 км: река Зулэбъю
- 55 км: река Сюзьель
- 58 км: река Нившера
- 72 км: река Ковъю
- 75 км: река Вылыс-Вид
- 84 км: река Пугдым (Пукдым)
- 89 км: река Улыс-Ремъёль (Нижняя Ремь-Иоль)
- 98 км: река Везъю
- 102 км: река Лёк-Везъю
- 111 км: река Ляпкидъёль
- 128 км: река Бур-Ёль
- 152 км: ручей Гэлышаёль
- 154 км: река Енью (Иен-Ю, Эн-Ю)
- 161 км: ручей Улыс-Гэнъёль
- 183 км: река Лём-Ю
- 212 км: ручей Ниж. Керкаёль (Нянь-Ёль)
- 214 км: ручей Керкаёль (Керка-Иоль)
- 242 км: река Кычан (Киуан)
- 242 км: река Тыбью